# Канабеевка
Канабеевка — село в Вешкаймском районе Ульяновской области. Входит в Стемасское сельское поселение.  
Расположено на реке Стемасс в 17 км от районного центра Вешкайма. 
Население согласно переписи 2010 года — 116 человек. 

## История
Основано в конце XVII — первой четверти XVIII веков и названо по переселенцам из города-крепости Конабеево Тамбовской волости. Первое упоминание об этом селении в документах, по сведениям краеведа Н. А. Кузминского, относится к 1716 году: «В селе Рождественское, Канабеевка тож. В вотчине капитана Алексея Никифоровича Репьёва в 1716 году начали строить церковь».
Изначально принадлежало помещикам Канабеевым, но в течение XVIII века по частям продавалось Репьёвым.
При создании Симбирского наместничества, село Рожественское Канабеево, при вершинах речки Стемасе, помещиковых крестьян, вошло в состав Тагайского уезда.
В 1795 году в селе был построен каменный храм на средства помещицы Марии Соломоновны Репьёвой с престолом в честь Рождества Христова. В его приход входили также сельцо Матюнинка и деревня Зимненки. 
На 1859 год было село Канабеевка и деревня Канабеевский Выселок, в которой было две церкви.
В 1864 году в селе открылось мужское училище, которое 14 декабря 1872 года посетил с осмотром И. Н. Ульянов.
С 1894 года в селе действовала земская школа.
По данным на 1900 год в Канабеевке в 106 дворах проживало 326 мужчин и 378 женщин.
В 1930 г. здесь организовали колхоз «Большевик», который в 1959 г. вошёл в колхоз «1 Мая». Дворов в селе стало 203, а население сократилось до 729 человек.
С войны не вернулись домой 86 жителей села.
Канабеевка была отделением СПК «Горизонт» с молочнотоварной фермой, медпунктом и магазином. С августа 2001 г. часть жителей со своими имущественными и земельными паями вошла в новое хозяйство «Горизонт-М», учредителем которого стала ульяновская фирма ЗАО «Магуст» (в настоящее время нет и его). В селе ныне имеются клуб и природный газ.

## Население
| Год  | Число дворов | Число жителей | Примечания               |
| ---- | ------------ | ------------- | ------------------------ |
| 1780 |              | 168           | Ревизских душ            |
| 1859 | 48           | 412           | Две православных церквей |
| 1900 | 106          | 704           |                          |

## Известные уроженцы
Дудорова, Анна Ивановна — мастер Саранского комбината кручёных изделий «Сура» Министерства лёгкой промышленности РСФСР, Мордовская АССР. Герой Социалистического Труда (1971).